# Euphemius van Messina
Euphemius van Messina (Messina, ca. 800 – Castrogiovanni, 830) was een Byzantijnse admiraal. 
Euphemius werd in het jaar 826 ervan beschuldigd dat hij een non uit een klooster had ontvoerd en haar dwong om met hem te trouwen. De Byzantijnse keizer Michaël II Psellos gaf hierop generaal Constantijn de opdracht om de neus van Euphemius af te snijden en het huwelijk ongeldig te verklaren. Euphemius organiseerde nu een opstand tegen de Byzantijnse keizer, en na enkele militaire successen riep hij zichzelf in Syracuse uit tot keizer, onafhankelijk van Constantinopel. Euphemius was een charismatische, gerespecteerde leider, die met zijn titel van keizer wilde zeggen dat hij het gehele grondgebied van het eiland domineerde. Hij realiseerde zich dat hij zou worden verslagen op het moment dat er Byzantijnse versterkingen zouden arriveren. Zodoende deed hij een beroep op Ziyadat Allah I, de Aghlabidische emir van Tunesië. De emir zond een groot Arabisch invasieleger onder leiding van Asad ibn al-Furat dat in de zomer van 827 nabij Mazara del Vallo op de Siciliaanse zuidkust landde. Nadat de moslims aanvankelijk grote successen behaalden, lukte het hen niet om in 830 Castrogiovanni (tegenwoordig Enna) in te nemen. Bij dit beleg werd Euphemius gedood door het Byzantijnse garnizoen van de stad. 
Euphemius wordt beschouwd als degene die ten grondslag lag aan de Arabische invasie van Sicilië en de twee eeuwen durende islamitische overheersing van het eiland als het Emiraat Sicilië.